# Cnesterodon
Cnesterodon es un género de peces de la familia de los pecílidos en el orden de los ciprinodontiformes.

## Especies
Se conocen nueve especies de este género, que son:
- Cnesterodon brevirostratus (Rosa y Costa, 1993)
- Cnesterodon carnegiei (Haseman, 1911)
- Cnesterodon decemmaculatus (Jenyns, 1842)
- Cnesterodon holopteros (Lucinda, Litz y Recuero, 2006)
- Cnesterodon hypselurus (Lucinda y Garavello, 2001)
- Cnesterodon iguape (Lucinda, 2005)
- Cnesterodon omorgmatos (Lucinda y Garavello, 2001)
- Cnesterodon pirai Aguilera, Mirande & Azpelicueta, 2009
- Cnesterodon raddai (Meyer y Etzel, 2001)
- Cnesterodon septentrionalis (Rosa y Costa, 1993)[2][3][4][5][6]